# Диана (культура)
Культура Диана — доисторическая культура конца 5 тыс. до н. э. на Сицилии, сменившая культуру Серра д’Альто. Идентифицируется по своеобразной керамике с красным декором и ручками самой замысловатой формы.
Керамика культуры Диана имеет те же характеристики, что и существовавшая на Мальте около 4400 — 4100 гг. до н. э. керамика «красная Скорба».